# Male
Male (nebo Malé, divehsky: މާލެ) je hlavní město ostrovního státu Maledivy v Indickém oceánu.

## Vzhled města
Kvůli omezené ploše musí být město dobře plánováno, a tak si uchovalo mnoho zeleně. Nábřeží se navečer mění v rybí trh. Souběžně s nábřežím vede několik ulic, z nichž Amir Ahmeda a Madžili Magu tvoří obchodní centrum města.
Z městských staveb se vyjímá budova bývalého sultánova paláce, který byl postaven ve dvacátých letech 19. století v arabském stylu. Dnes je z něj muzeum. Minaretů a mešit je v Malé 35 a jsou neoddělitelnou součástí panoramatu města. Velká hlavní mešita, zvaná Páteční, je zdobena nádhernými ornamenty vytesanými do kamene. Hlavní minaret je nevysoká silná válcová věž, z níž muezíni pětkrát denně zvou věřící k modlitbě.
Vyzdobená je i brána, která vede k mauzoleu Adbul Barachatula Barbary, arabského kazatele, který v roce 1153 obrátil Maledivce na islám. Nedaleko je hrobka národního hrdiny Mohameda Thakurufara al-Azama, který se proslavil při vyhnání portugalských kolonizátorů. Co se týče obchodu, vyváží se z Malé ryby. V posledních letech se výrazně rozvíjí cestovní ruch.

## Historie
Ostrov Malé byl podle zpráv námořníků osídlen již v 5. století. V roce 1153 byl na ostrovech založen sultanát, který podporoval obchod s arabskými kupci a přijal za státní náboženství islám.
Roku 1342 ostrov navštívil arabský cestovatel a geograf Ibn Battúta a označil ho za velké město té doby. Zanechal po sobě nejstarší souvislý popis souostroví se jmény všech atolů. Ve 14. století se vlády nad ostrovy chopila dynastie Didi, která vládla až do roku 1968, s výjimkou krátkého období nadvlády evropských mocností a republiky roku 1953.
Roku 1518 Malé obsadili portugalští kolonizátoři, ale brzy proti nim Maledivci povstali a v roce 1571 je vyhnali ze země s pomocí kandyjského království na Cejlonu. V druhé polovině 17. století se ostrovů zmocnili Nizozemci. Roku 1796 se dostaly pod kontrolu Velké Británie a staly se součástí jeho impéria, od roku 1802 spolu s Cejlonem.
Roku 1887 Velká Británie vnutila Maledivám protektorát a Malé se stalo jeho administrativním střediskem. V červenci 1965 získaly ostrovy nezávislost a Malé bylo vyhlášeno hlavním městem. Dne 26. prosince 2004 postihlo Malé tsunami, způsobené podmořským zemětřesením u Sumatry v Indickém oceánu. Dvě třetiny města byly pod vodou.

## Klima a geografie
Průměrná denní teplota vzduchu se po celý rok pohybuje kolem 26 °C. Průměrné dešťové srážky za měsíc činí v lednu asi 50 mm a v červenci 230 mm. Nejdeštivějším měsícem je červen s 305 mm srážek.
Malé se nachází na celém ostrově Malé v atolu Kaafu. Ostrov je 1,7 km dlouhý a 1 km široký. Průměrná nadmořská výška města dosahuje 2 m. Nejnižší bod je hladina Indického oceánu, nejvyšší bod je ve výšce 9 m n. m.

## Obyvatelstvo
| Rok  | Počet obyvatel |
| ---- | -------------- |
| 1954 | 8000           |
| 1962 | 10000          |
| 1978 | 29555          |
| 1982 | 34400          |
| 1990 | 55100          |
| 1995 | 62973          |
| 2004 | 81600          |
| 2006 | 104403         |

## Galerie

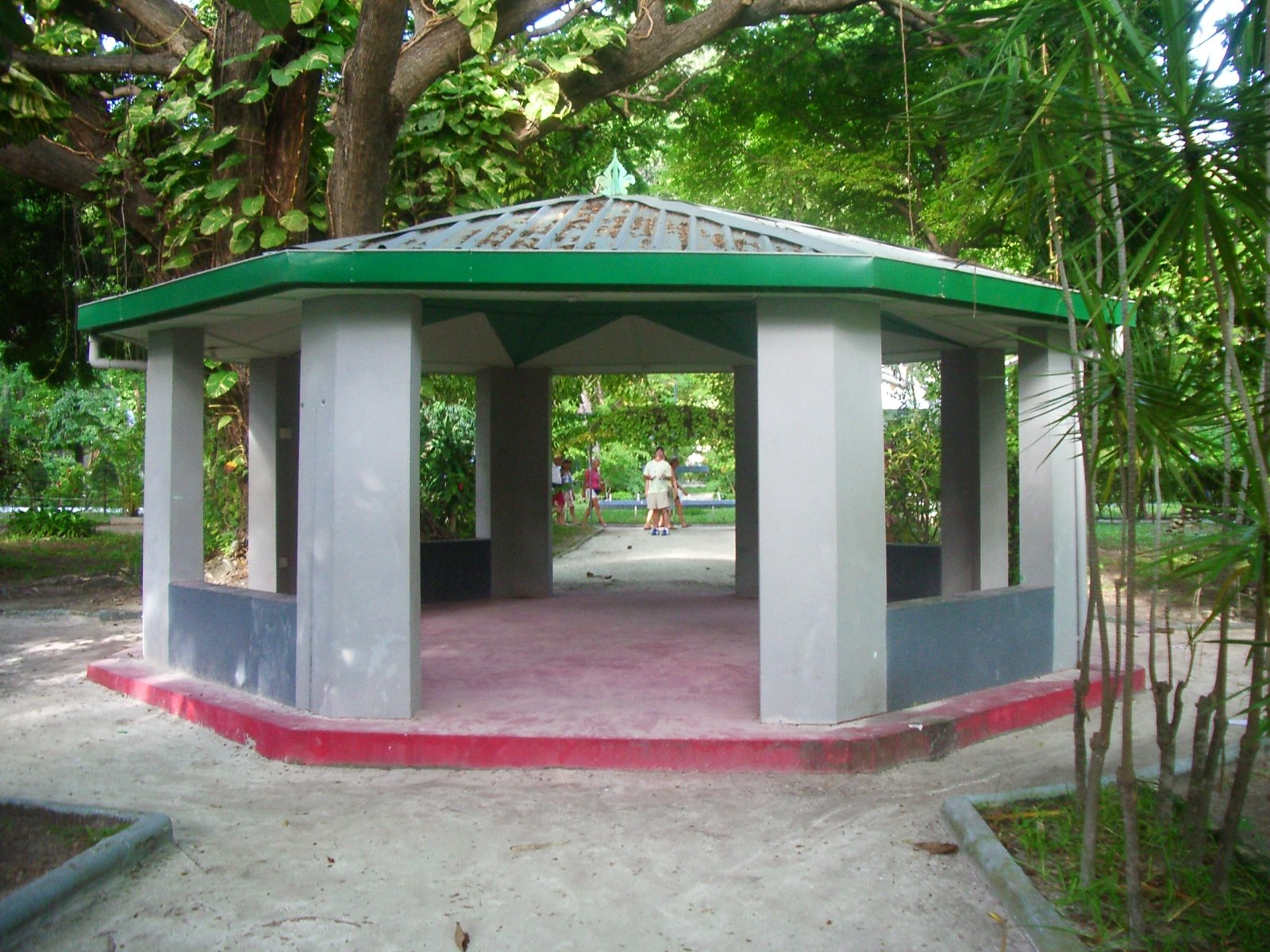
Sultánovy zahrady
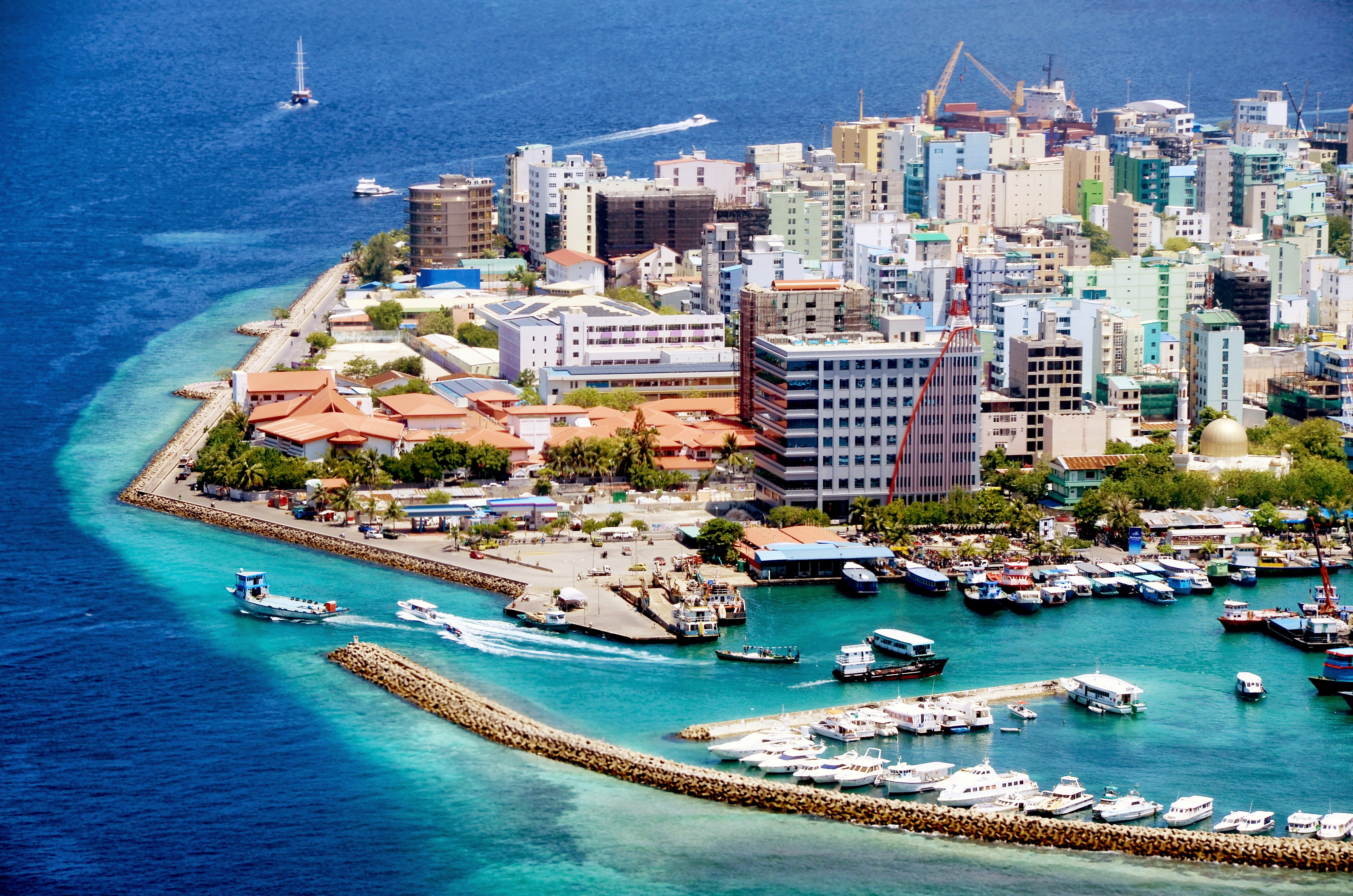
Moderní zástavba
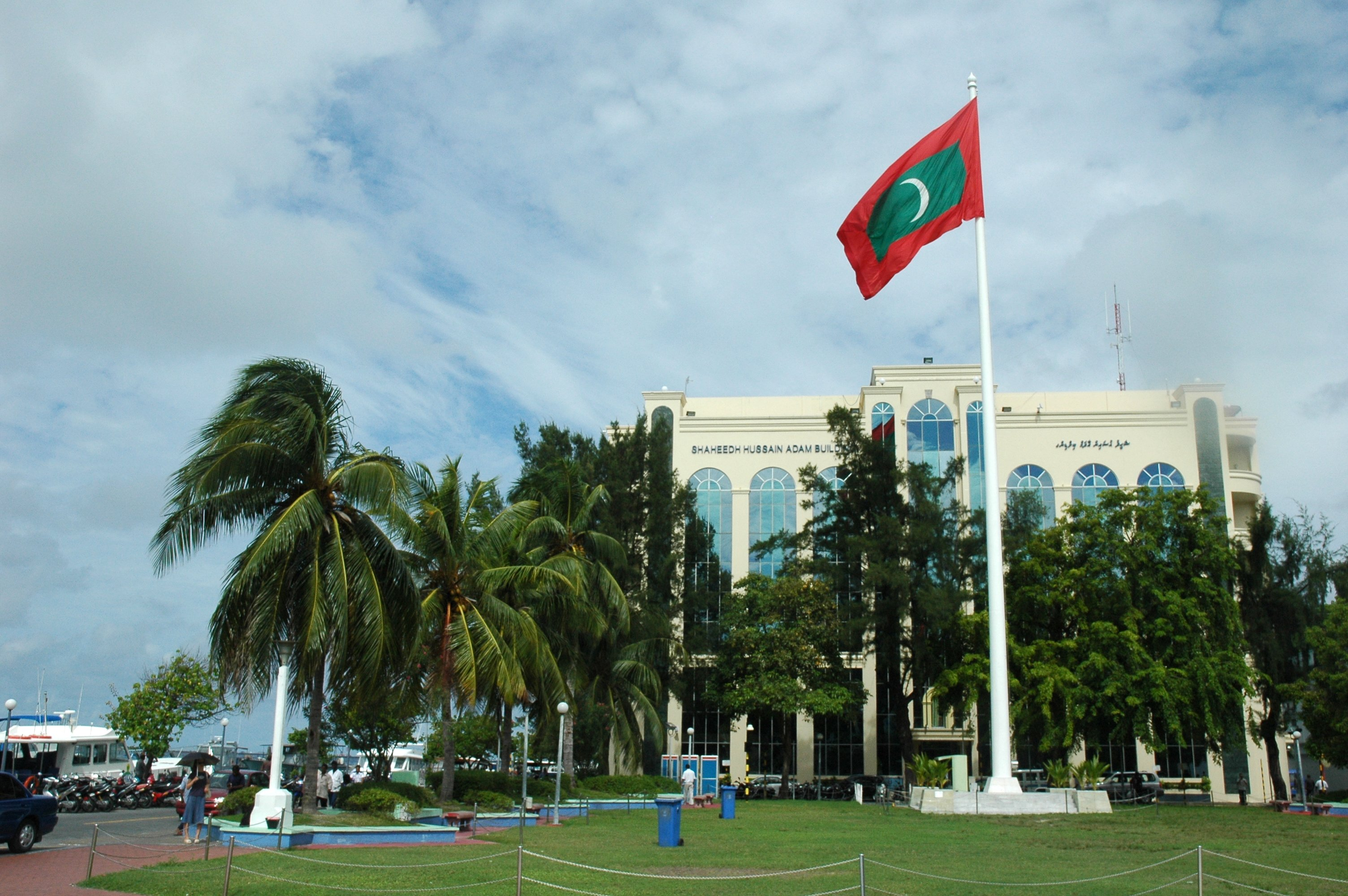
Hlavní Náměstí nezávislosti